# Сепе (коммуна)
Сепе́ (фр. Cépet, окс. Cepet) — коммуна во Франции, находится в регионе Юг — Пиренеи. Департамент — Верхняя Гаронна. Входит в состав кантона Фронтон. Округ коммуны — Тулуза.
Код INSEE коммуны — 31136.

## География
Коммуна расположена приблизительно в 580 км к югу от Парижа, в 17 км к северу от Тулузы.
На севере коммуны протекает река Жиру.

## Климат
Климат умеренно-океанический. Зима мягкая и снежная, весна характеризуется сильными дождями и грозами, лето сухое и жаркое, осень солнечная. Преобладают сильные юго-восточные и северо-западные ветры.

## Население
Население коммуны на 2010 год составляло 1606 человек.
| 1962 | 1968 | 1975 | 1982 | 1990 | 1999 | 2010 |
| ---- | ---- | ---- | ---- | ---- | ---- | ---- |
| 344  | 481  | 697  | 908  | 1023 | 1311 | 1606 |

## Администрация
| Период | Период | Фамилия       | Партия | Примечания |
| ------ | ------ | ------------- | ------ | ---------- |
| 2001   | 2014   | Мишель Лена   |        |            |
| 2014   | 2020   | Шанталь Мурье |        |            |

## Экономика
В 2010 году среди 1009 человек трудоспособного возраста (15—64 лет) 698 были экономически активными, 311 — неактивными (показатель активности — 69,2 %, в 1999 году было 65,7 %). Из 698 активных жителей работали 671 человек (343 мужчины и 328 женщин), безработных было 27 (10 мужчин и 17 женщин). Среди 311 неактивных 95 человек были учениками или студентами, 78 — пенсионерами, 138 были неактивными по другим причинам.

## Достопримечательности
- Церковь Св. Фе

## Фотогалерея

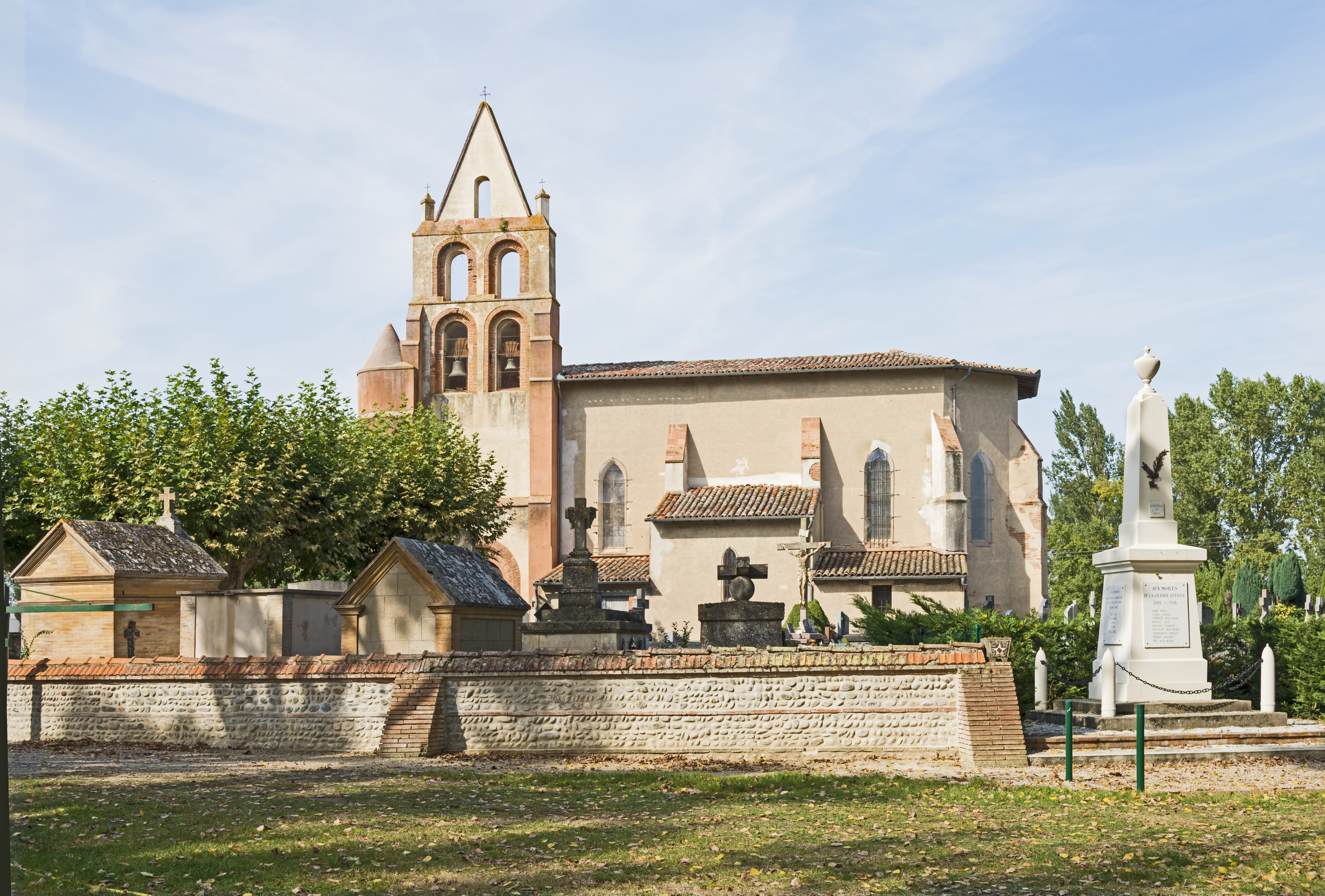
Церковь Св. Фе и военный мемориал
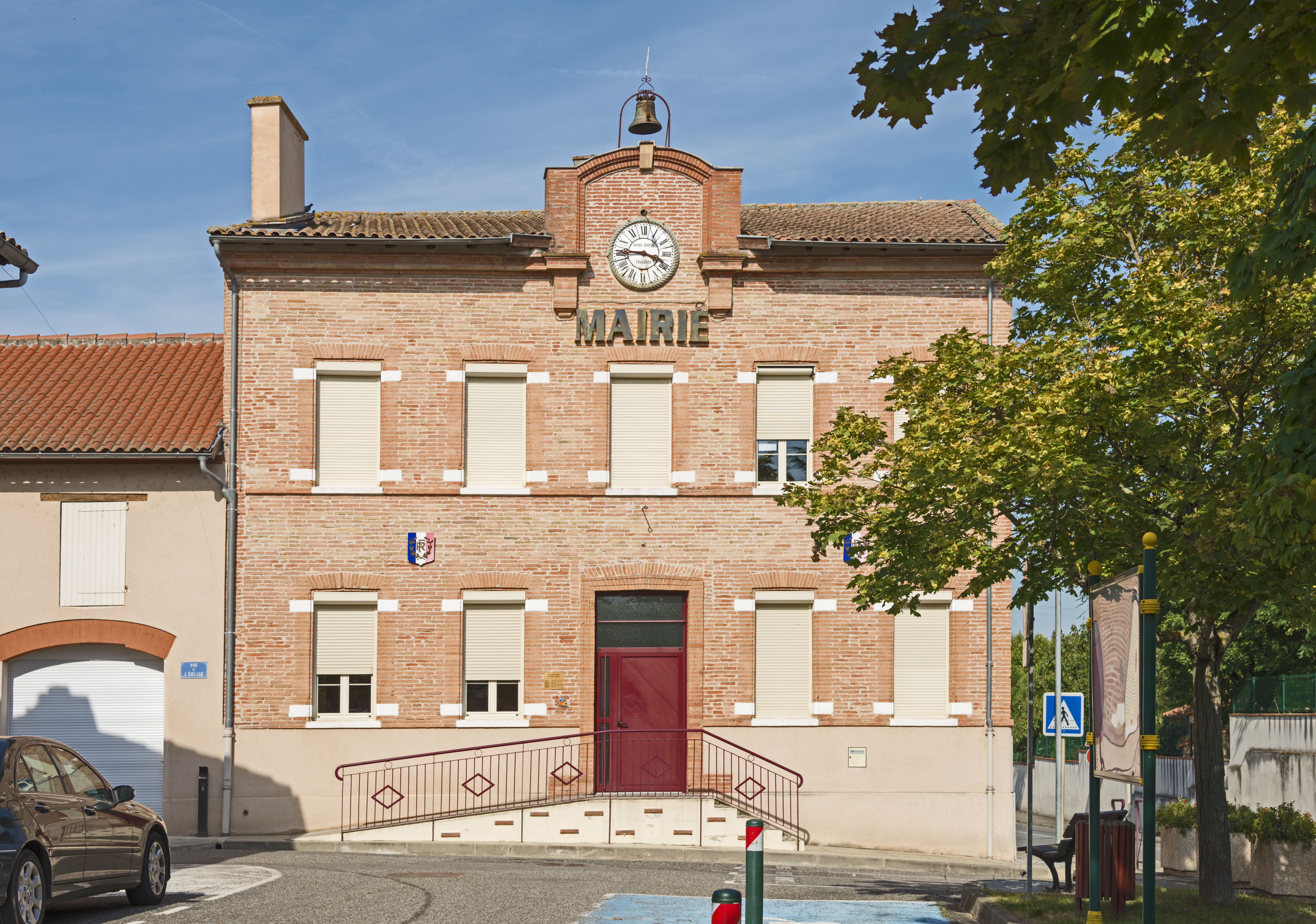
Мэрия
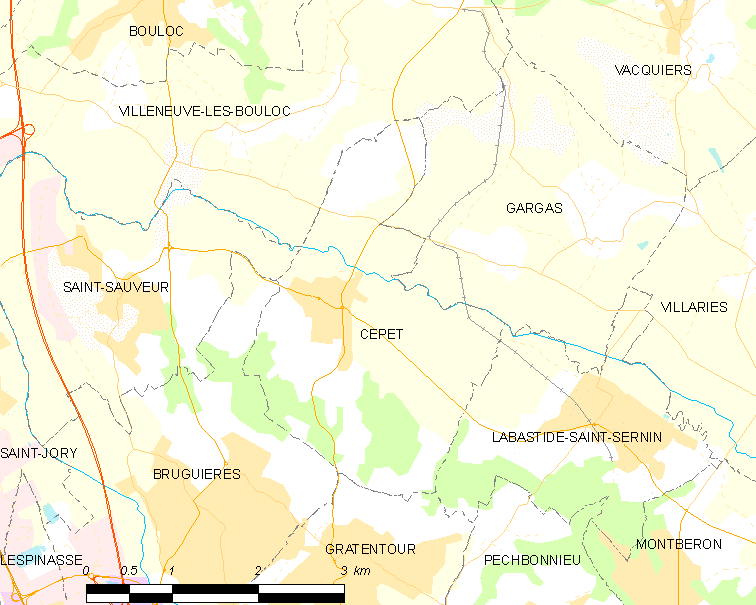
Карта коммуны